# Waite Park
Waite Park város az Amerikai Egyesült Államok Minnesota államában, Stearns megyében. Lakosainak száma 8341 fő (2020. április 1.).

## Népesség
A település népességének változása:

| 2010 | 6 715 |
| 2020 | 8 341 |